# Achipteria minuta
Achipteria minuta är en kvalsterart som först beskrevs av Ewing 1909.  Achipteria minuta ingår i släktet Achipteria och familjen Achipteriidae. Inga underarter finns listade i Catalogue of Life.